# Abel Desjardins
Jacques Jules Abel Cochon Desjardins (født 26. juli 1814 i Paris, død 21. juli 1886 i Douai) var en fransk historiker, bror til Ernest Desjardins.
Desjardins har blandt andet skrevet Vie de Jeanne d'Arc (1854, 3. oplag 1885). 1852-54 samlede han i Italien vigtige dokumenter til belysning af forbindelsen mellem Frankrig og Toscana, udgivne under titlen Négociations diplomatiques de la France avec la Toscane (1859-85).